# Ein Filmstar zu Weihnachten
Ein Filmstar zu Weihnachten (Originaltitel: Christmas in Homestead) ist ein US-amerikanischer Fernsehfilm von Steven R. Monroe aus dem Jahr 2016. Die Weihnachts-Filmkomödie wurde am 8. Dezember 2020 bei Super RTL zum ersten Mal gezeigt. 

## Handlung
Kurz vor Weihnachten erscheint die Schauspielerin Jessica McEllis mit einer Filmcrew in dem kleinen Ort Homestead, um einen Weihnachtsfilm zu drehen. Matt Larson, der junge Bürgermeister der Kleinstadt, zeigt zunächst wenig Begeisterung, als ein LKW nach dem anderen mit Material und Ausrüstung die Stadt „überflutet“. Seine zehnjährige Tochter Rosalie ist dagegen hoch erfreut und weicht den Filmleuten nicht mehr von der Seite. Hauptdarstellerin Jessica ist ihr zudem sehr sympathisch, was immer mehr auch ihr Vater feststellen muss. Dennoch traut er sich, aus Angst vor Enttäuschung, nicht zu seinen Gefühlen zu stehen. Kann er doch nicht erwarten, dass so ein bekannter Filmstar sich für ihn ernsthaft interessiert. Jessica und Matt verbringen viel Zeit miteinander und gewinnen sogar den Schneemannwettbewerb, der jedes Jahr ein Highlight im weihnachtlichen Homestead ist. Jessicas Kollege, Vince Hawkins, gefällt das gar nicht. Er macht sich noch immer Hoffnung, Jessicas Herz für sich zu gewinnen. Er sieht große Parallelen in dem Film, den sie gerade drehen, und seinem wahren Leben. Seltsamerweise empfindet auch Jessica dies immer mehr, allerdings sieht sie in den Szenen mit Vince stets nur Matt vor sich. Entgegen ihrer Absicht, Homestead nach Beendigung der Dreharbeiten gleich zu verlassen, macht sie Matt klar, dass sie sich in ihn verliebt hat und hier bei ihm und Rosalie bleiben möchte. Matt ist glücklich, als er spürt, dass es Jessica wirklich ehrlich meint. Gemeinsam verbringen sie ein wundervolles Christmas in Homestead. 

## Hintergrund
Ein Filmstar zu Weihnachten wurde in Dahlonega im US-Bundesstaat Georgia gedreht und am 24. November 2016 veröffentlicht. In Deutschland war der Film ab 2019 über das Internet verfügbar und wurde am 8. Dezember 2020 erstmals im Free-TV (Super RTL) ausgestrahlt.

## Kritik
Die Kritiker der Fernsehzeitschrift TV Spielfilm meinten, der Film sei „Weihnachtsromantik streng nach Schema F.“
Filmdienst.de nannte den Film eine „Einfallslos inszenierte und geschriebene (Fernseh-)Weihnachtsromanze mit überstrapazierten Klischees aus verwandten Werken. Filmmilieu und Provinzleben sind gleichermaßen oberflächlich und realitätsfern gezeichnet.“